# Ludvig Strigeus
Carl Ludvig Gunnar Strigeus, född 15 januari 1981 i Örgryte församling, Göteborgs och Bohus län, är en svensk civilingenjör i datateknik och programmerare. Han är bland annat känd för sin BitTorrent-klient µTorrent samt som en av nyckelpersonerna bakom Spotify. Sedan 2023 ledamot av Kungliga Ingenjörsvetenskapsakademin.

## Biografi
Strigeus började programmera som väldigt ung på familjens Vic-20 och släppte egna spel redan som tonåring. Han läste datateknik vid Chalmers tekniska högskola och tog 2006 civilingenjörsexamen som en av de bästa i sin klass och belönades med John Ericssonmedaljen för sina studieresultat.
Han har utvecklat spelmotorn ScummVM, en emulator för Lucas Arts äventyrsspel som möjliggör att spela klassiska rollspel som Day of the Tentacle och Monkey Island på moderna datorer. Genom projektet OpenTTD har han varit drivande för att portera Transport Tycoon Deluxe till ett stort antal plattformar.
Han utvecklade på kort tid grunden till µTorrent, en liten och snabb Torrent-klient som snabbt blev mycket populär. Tack vare denna blev Strigeus upptäckt av duon bakom Spotify Daniel Ek och Martin Lorentzon, som 2006 köpte programmet och lade den tekniska grunden för den sedan länge marknadsdominerande musikspelaren. Strigeus blev anställd som senior programmerare på Spotify samt fick 5 procent av aktierna i företaget, en post som 2018 var värd omkring 1,4 miljarder kronor, och är (2020) fortsatt delägare och medarbetare på företaget.
Strigeus har beviljats flera patent inom sitt område. Han utnämndes 2015 till hedersdoktor vid Chalmers tekniska högskola samt tilldelades 2020 Polhemspriset av Sveriges Ingenjörer.
Han är bosatt i Göteborg.

## Utmärkelser
- 2011 – Tenzingpriset – Strigeus tilldelades priset den 23 november 2011 för sina insatser som medskapare av Spotify.[6]
- 2015 – Hedersdoktor vid Chalmers Tekniska Högskola med motiveringen "Ludvig Strigeus är hjärnan bakom Spotifys framgångsrika, tekniska plattform för att strömma musik. Han har också skapat den lilla men effektiva filöverförings-klienten µtorrent – en formidabel succé som används av miljontals människor världen över." [7]
- 2020 – Polhemspriset utdelat av Sveriges Ingenjörer, med motiveringen "Ludvig Strigeus har flyttat fram gränserna för mjukvara”. [10]
- 2021 – Gustaf Dalénmedaljen tillsammans med Martin Lorentzon med motiveringen "Etablerandet och utvecklingen av företaget Spotify och dess tjänster är en förtjänstfull insats på global nivå. En produkt med enorm slagkraft och en företagskonstruktion med global positionering och konkurrenskraft."[12]

## Mjukvaror
- Spotify (mediadistributionsklient) [5]
- µTorrent (BitTorrent-klient) [5]
- OpenTTD (klon av Transport Tycoon) [5]
- ScummVM (interpretator för Lucas Arts äventyrsspel) [5]
- Idioten (kortspel för Windows) [13]
- WebWorks (text-HTML-redigerare) [14]
- TunSafe (VPN-klient för Windows baserat på WireGuard)[15]